# Callixte Kalimanzira
Callixte Kalimanzira, né en 1953 dans la préfecture de Butare et mort le 1er octobre 2015, est un haut fonctionnaire rwandais qui a participé aux crimes commis lors du génocide des Tutsi au Rwanda en 1994. En 2009, le Tribunal pénal international pour le Rwanda le condamne à l'emprisonnement pour le motif de « génocide ».

## Biographie
Callixte Kalimanzira, originaire de Butare, suit une formation d'agronome.
Le ministre de l'Intérieur étant absent, Kalimanzira assume les fonctions de directeur de cabinet au ministère de l'Intérieur dans le gouvernement intérimaire rwandais, chargé d'appliquer la politique du gouvernement.
Callixte Kalimanzira est accusé en 2005 de génocide, complicité de génocide et incitation au génocide. L'accusation dénonce, entre autres, sa participation au massacre de Kabuye. Kalimanzira se constitue prisonnier le 8 novembre 2005 à Nairobi et plaide non coupable. Son procès est instruit par le Tribunal pénal international pour le Rwanda, qui dans son jugement du 22 juin 2009 le déclare coupable de génocide et d'incitation au génocide et le condamne à une peine de trente ans d'emprisonnement.
Kalimanzira interjette appel ; l'arrêt rendu en 2010 confirme la sentence de génocide mais élimine la condamnation pour incitation au génocide : la peine est réduite à 25 ans d'emprisonnement.